# Live (album de Johnny Hallyday)
Pour les articles homonymes, voir Liste des albums intitulés Live.
Albums par Johnny Hallyday
En pièces détachées
(1981) Pas facile
(1981)
Lives par Johnny Hallyday
Johnny Hallyday Pavillon de Paris : Porte de Pantin
(1979) Hallyday Palais des sports 1982
(1982)
Singles
1. Excusez-moi de chanter encore du Rock And Roll / Je peux te faire l'amour
Sortie : avril 1981

Live est le 9e album enregistré en public de Johnny Hallyday. Réalisé par Eddie Vartan, l'opus sort en avril 1981.

## Histoire
Avec Live Johnny Hallyday rompt avec  les habitudes établies, qui veulent que ses enregistrements en public soient des captations de spectacles parisiens ; cette fois ci, l'album est enregistré dans différents endroits au cours de la tournée, d'où le titre évasif de ce double album.
Début janvier est sorti l'album studio En pièces détachées. Dans la foulée Johnny Hallyday part sur les routes en tournée de promotion. Commencé le 2 février, le Tour 81, s'achève, 41 étapes plus tard, le 24 mars à l'Hippodrome de Pantin.
Avec ce nouveau récital Johnny Hallyday, accompagné par le groupe " Night Rider Band ", ils assurent également la première partie du tour de chant - marque un net retour au rock, à l'instar de son dernier opus, dont on retrouve ici cinq des dix chansons qui le composent : Deux étrangers, Guerre, Je peux te faire l'amour, Excusez-moi de chanter encore du rock'n'roll, Lady Divine (ici chanté sans la censure imposée à la version studio).
Fils de personne, Le Feu, Ma gueule ou encore Rien que huit jours, sont quelques-unes des reprises, aux orchestrations totalement renouvelées, du tour de chant. On (re)découvre Quand ce jour viendra, chanson méconnue, enregistrée par Johnny en 1963 (album Les Bras en croix), jamais encore chantée sur scène. Si j'étais un charpentier, Salut Charlie et J'ai pleuré sur ma guitare sont les rares ballades incluses à un récita résolument rock.
Le show s'achève par une succession de rock'n'roll adaptés de classiques de Chuck Berry, Rien que huit jours, O Carole, Johnny reviens, tout trois extraits de l'album de 1964 Johnny, reviens ! Les Rocks les plus terribles, qui précèdent un puissant Deux étrangers, avant de conclure, par Le Bon Temps du rock and roll.

## Autour de l'album
- Référence originale double LP : Philips 6622013
- édition CD en 2003 en fac-similé, référence originale : Mercury Universal Philips 077198-2
- 45 tours extrait de l'album :
  - Avril : Excusez-moi de chanter toujours du Rock And Roll - Je peux te faire l'amour - référence originale : Philips 6010346

## Titres
Nota : En 1979, la musique du titre Ma gueule est créditée Pierre Naçabal. Depuis les années 1990, Philippe Bretonnière est crédité comme compositeur - (Pour plus de détails voir ici).
| 1.  | Guerre (Red)                                           | Michel Mallory (adaptation)            | John S. Carter (en) - Sammy Hagar             |  |
| 2.  | Fils de personne (Fortunate Son)                       | Philippe Labro (adaptation)            | John Fogerty                                  |  |
| 3.  | Lady Divine                                            | Michel Mallory                         | Johnny Hallyday                               |  |
| 4.  | Le Feu                                                 | Michel Mallory                         | Gary Wright                                   |  |
| 5.  | Ma chérie c'est moi (It'll Be Me)                      | Michel Mallory (adaptation)            | Jack Clement                                  |  |
| 6.  | Excusez-moi de chanter encore du rock and roll         | Michel Mallory                         | Mort Shuman                                   |  |
| 7.  | Si j'étais un charpentier (If I Were a Carpenter)      | Long Chris (adaptation)                | Tim Hardin                                    |  |
| 8.  | La musique que j'aime                                  | Michel Mallory                         | Johnny Hallyday                               |  |
| 9.  | Gabrielle (The King Is Dead)                           | Long Chris, Patrick Larue (adaptation) | Tony Cole (musician) (en)                     |  |
| 10. | Quand ce jour viendra (That'll Be the Day)             | Michel Emer (adaptation)               | Buddy Holly, Jerry Allison (en), Norman Petty |  |
| 11. | Salut Charlie                                          | Michel Mallory                         | Johnny Hallyday                               |  |
| 12. | J'ai pleuré sur ma guitare (Loving Arms)               | Michel Mallory (adaptation)            | Tom Jans                                      |  |
| 13. | Ma gueule                                              | Gilles Thibaut                         | (pour le crédit du compositeur voir nota)     |  |
| 14. | Je peux te faire l'amour                               | Michel Mallory                         | Serge Houazi                                  |  |
| 15. | Rien que huit jours (Forty Days)                       | Manou Roblin (adaptation)              | Chuck Berry                                   |  |
| 16. | O Carole (Carol)                                       | Manou Roblin (adaptation)              | Chuck Berry                                   |  |
| 17. | Johnny, reviens ! (Johnny B. Goode)                    | Manou Roblin (adaptation)              | Chuck Berry                                   |  |
| 18. | Deux étrangers (Brave Strangers)                       | Michel Mallory (adaptation)            | Bob Seger                                     |  |
| 19. | Le Bon Temps du rock and roll (Old Time Rock and Roll) | Michel Mallory (adaptation)            | George Jackson, Thomas Earl Jones III         |  |

## Musiciens
The Night Rider Band :
- James Browning : guitare solo, vocal
- Brian Cadd : piano
- Bruce Deal : saxophone ténor, vocal
- Robert Paul Guidotti : batterie
- Randall Hill : guitare solo, vocal
- John Selk : basse

Musiciens additionnels :
- Jean-Jacques Genevard : orgue, claviers
- Pierrette Bargoin et Frédérique Gengenbach : Chœurs
- Michel Mallory : harmonica, guitare rythmique, vocal